# Amtshauptmannschaft Glauchau
Die Amtshauptmannschaft Glauchau war ein Verwaltungsbezirk im Königreich Sachsen und im späteren Freistaat Sachsen. Ihr Gebiet gehört heute größtenteils zum Landkreis Zwickau in Sachsen. Von 1939 bis 1952 hieß der Verwaltungsbezirk Landkreis Glauchau.

## Geschichte

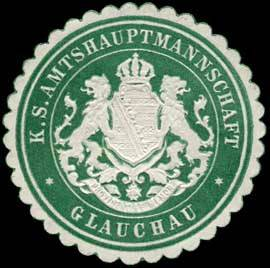
Siegelmarke Königlich Sächsische Amtshauptmannschaft - Glauchau

1874 wurden im Königreich Sachsen im Rahmen einer umfassenden Verwaltungsreform neue Kreishauptmannschaften und Amtshauptmannschaften eingerichtet. Im Bereich der Rezessherrschaften Schönburg wurde diese Reform erst 1878 abgeschlossen, als aus den schönburgischen Herrschaften Glauchau, Waldenburg und Lichtenstein die neue Amtshauptmannschaft Glauchau im Verband der Kreishauptmannschaft Zwickau gebildet wurde. Die sächsischen Amtshauptmannschaften waren hinsichtlich ihrer Funktion und Größe vergleichbar mit einem Landkreis.
Am 1. Oktober 1900 wurde aus dem östlichen Teil der Kreishauptmannschaft Zwickau als fünfte sächsische Kreishauptmannschaft die Kreishauptmannschaft Chemnitz gebildet, zu der fortan auch die Amtshauptmannschaft Glauchau gehörte. 1924 wurden die Städte Glauchau und Meerane zu bezirksfreien Städten und schieden aus der Amtshauptmannschaft aus. Am 1. April 1928 wurde ein Gebietstausch zwischen Sachsen und Thüringen durchgeführt. Der Landkreis Altenburg gab seine Gemeinden Neukirchen, Waldsachsen, Untergötzenthal und Wickersdorf sowie Splitterflächen in Harthau und Gähsnitz an die sächsische Amtshauptmannschaft Glauchau ab und erhielt dafür aus der Amtshauptmannschaft Glauchau die sächsischen Anteile der Gemeinden Kauritz, Frohnsdorf und Heiersdorf.  1939 wurde die Amtshauptmannschaft Glauchau in Landkreis Glauchau umbenannt. 1946 wurde die Stadt Glauchau wieder in den Landkreis eingegliedert und Meerane verlor am 17. Februar 1947 seine Kreisfreiheit. Schlagwitz wurde am 1. Juli 1950 vom Landkreis Rochlitz in den Landkreis Glauchau umgegliedert. Der Landkreis Glauchau bestand bis zur Gebietsreform von 1952 in der DDR fort und wurde dann auf die neuen Kreise Glauchau und Hohenstein-Ernstthal aufgeteilt, die dem Bezirk Karl-Marx-Stadt zugeordnet wurden. Die Gemeinden Gähsnitz und Ziegelheim (mit den Ortsteilen Uhlmannsdorf und Niederarnsdorf) wurden dem Kreis Altenburg im Bezirk Leipzig angegliedert.

## Amtshauptleute und Landräte
- 1874–1878: Bernhard Grünler (als Vorstand der Verwaltungs-Kommission für die Schönburgischen Rezessherrschaften)
- 1878–1883: Bernhard von Hausen
- 1883–1887: Karl Heinrich Wäntig
- 1887–1891: Bruno Oswin Merz
- 1891–1893: Anselm Rumpelt
- 1893–1895: Karl Konstantin Hempel
- 1895–1909: Harry Arnold George Ebmeier
- 1909–1911: Kurt Robert Alfred von Welck
- 1911–1913: Max Ferdinand von Koppenfels
- 1913–1917: Hans von Holtzendorff
- 1917–1927: Kurt Ernst von Welck
- 1937–1944 Alfred Sieber
- 1944–1945 Christoph Johannes Hempel (i. V.)

## Einwohnerentwicklung
| Jahr      | 1890    | 1900    | 1910    | 1925    | 1939    |
| --------- | ------- | ------- | ------- | ------- | ------- |
| Einwohner | 137.709 | 147.465 | 153.457 | 131.671 | 105.363 |

## Gemeinden

### 1910
Der Amtshauptmannschaft gehörten am 1. Dezember 1910 81 Kommunen, darunter 5 Städte und 76 Gemeinden, an. Einzelne selbständige Gutsbezirke waren gesondert aufgeführt, sind aber in den Einwohnerzahlen der umliegenden Gemeinden aufgeführt.
| Stadt                               | Stadt                             | Einwohnerzahl | Gemeinde             | Gemeinde            | Einwohnerzahl | selbständiger Gutsbezirk (1. Dez. 1900) | Einwohnerzahl |
| ----------------------------------- | --------------------------------- | ------------- | -------------------- | ------------------- | ------------- | --------------------------------------- | ------------- |
| AMTSHAUPTMANNSCHAFT gesamt: 153.457 |                                   |               |                      |                     |               | selbständiger Gutsbezirk (1. Dez. 1900) | Einwohnerzahl |
| Städte                              | Städte                            | 77.110        | Gemeinden            | Gemeinden           | 76.347        | selbständiger Gutsbezirk (1. Dez. 1900) | Einwohnerzahl |
| 1                                   | Meerane                           | 25.470        | 5                    | Gersdorf            | 7.730         | Herrschaft Schönberg-Glauchau           | 130           |
| 2                                   | Glauchau                          | 25.155        | 6                    | Oberlungwitz        | 7.657         | Rittergut Callenberg                    | 45            |
| 3                                   | Hohenstein-Ernstthal              | 15.776        | 7                    | Hohndorf            | 5.788         | Rittergut Remse                         | 39            |
| 4                                   | Lichtenstein                      | 7.892         | 8                    | Mülsen Sankt Jacob  | 3.883         | Lichtenstein                            | 35            |
| 12                                  | Waldenburg                        | 2.817         | 9                    | Callnberg           | 3.305         | Waldenburg                              | 32            |
|                                     |                                   |               | 10                   | Mülsen Sankt Niclas | 3.006         | Rittergut Thurm                         | 21            |
| 11                                  | Rödlitz                           | 2.818         | Rittergut Rüsdorf    | 11                  |               |                                         |               |
| 13                                  | Sankt Egidien                     | 2.166         | Oberwiera            | 8                   |               |                                         |               |
| 14                                  | Niederlungwitz                    | 2.141         | Rittergut Grumbach   | 5                   |               |                                         |               |
| 15                                  | Callenberg                        | 1.865         | Forstrevier Oberwald | 0                   |               |                                         |               |
| 16                                  | Langenchursdorf                   | 1.842         |                      |                     |               |                                         |               |
| 17                                  | Bernsdorf                         | 1.825         |                      |                     |               |                                         |               |
| 18                                  | Mülsen Sankt Micheln              | 1.754         |                      |                     |               |                                         |               |
| 19                                  | Altstadt Waldenburg               | 1.712         |                      |                     |               |                                         |               |
| 20                                  | Remse                             | 1.544         |                      |                     |               |                                         |               |
| 21                                  | Thurm                             | 1.514         |                      |                     |               |                                         |               |
| 22                                  | Hermsdorf                         | 1.419         |                      |                     |               |                                         |               |
| 23                                  | Heinrichsort                      | 1.401         |                      |                     |               |                                         |               |
| 24                                  | Gesau                             | 1.247         |                      |                     |               |                                         |               |
| 25                                  | Wernsdorf                         | 1.188         |                      |                     |               |                                         |               |
| 26                                  | Rothenbach                        | 1.165         |                      |                     |               |                                         |               |
| 27                                  | Langenberg                        | 1.047         |                      |                     |               |                                         |               |
| 28                                  | Reinholdshain                     | 1.046         |                      |                     |               |                                         |               |
| 29                                  | Falken                            | 1.025         |                      |                     |               |                                         |               |
| 30                                  | Altwaldenburg                     | 880           |                      |                     |               |                                         |               |
| 31                                  | Seiferitz                         | 849           |                      |                     |               |                                         |               |
| 31                                  | Stangendorf                       | 849           |                      |                     |               |                                         |               |
| 33                                  | Reichenbach                       | 843           |                      |                     |               |                                         |               |
| 34                                  | Dennheritz                        | 824           |                      |                     |               |                                         |               |
| 35                                  | Kuhschnappel                      | 616           |                      |                     |               |                                         |               |
| 36                                  | Ziegelheim                        | 599           |                      |                     |               |                                         |               |
| 37                                  | Oberschindmaas                    | 554           |                      |                     |               |                                         |               |
| 38                                  | Oberwiera                         | 510           |                      |                     |               |                                         |               |
| 39                                  | Jerisau                           | 484           |                      |                     |               |                                         |               |
| 40                                  | Lobsdorf                          | 469           |                      |                     |               |                                         |               |
| 41                                  | Weidensdorf                       | 448           |                      |                     |               |                                         |               |
| 42                                  | Rüsdorf                           | 437           |                      |                     |               |                                         |               |
| 43                                  | Grumbach                          | 430           |                      |                     |               |                                         |               |
| 44                                  | Niedermülsen                      | 424           |                      |                     |               |                                         |               |
| 45                                  | Niederwinkel                      | 395           |                      |                     |               |                                         |               |
| 46                                  | Meinsdorf                         | 379           |                      |                     |               |                                         |               |
| 47                                  | Crotenlaide                       | 365           |                      |                     |               |                                         |               |
| 48                                  | Höckendorf                        | 348           |                      |                     |               |                                         |               |
| 49                                  | Waldsachsen                       | 347           |                      |                     |               |                                         |               |
| 50                                  | Niederschindmaas                  | 344           |                      |                     |               |                                         |               |
| 51                                  | Schlunzig                         | 338           |                      |                     |               |                                         |               |
| 51                                  | Schönberg                         | 338           |                      |                     |               |                                         |               |
| 53                                  | Albertsthal                       | 309           |                      |                     |               |                                         |               |
| 54                                  | Voigtlaide                        | 292           |                      |                     |               |                                         |               |
| 55                                  | Schwaben                          | 290           |                      |                     |               |                                         |               |
| 56                                  | Uhlmannsdorf                      | 256           |                      |                     |               |                                         |               |
| 57                                  | Tirschheim                        | 229           |                      |                     |               |                                         |               |
| 58                                  | Kleinchursdorf                    | 190           |                      |                     |               |                                         |               |
| 59                                  | Dürrenuhlsdorf                    | 183           |                      |                     |               |                                         |               |
| 60                                  | Lipprandis                        | 176           |                      |                     |               |                                         |               |
| 61                                  | Tettau                            | 166           |                      |                     |               |                                         |               |
| 62                                  | Kertzsch                          | 159           |                      |                     |               |                                         |               |
| 63                                  | Wulm                              | 158           |                      |                     |               |                                         |               |
| 64                                  | Pfaffroda                         | 156           |                      |                     |               |                                         |               |
| 65                                  | Wünschendorf                      | 154           |                      |                     |               |                                         |               |
| 66                                  | Ebersbach                         | 142           |                      |                     |               |                                         |               |
| 67                                  | Oberwinkel                        | 137           |                      |                     |               |                                         |               |
| 68                                  | Franken                           | 129           |                      |                     |               |                                         |               |
| 69                                  | Cauritz (kngl.-sächs. Anteil)     | 113           |                      |                     |               |                                         |               |
| 70                                  | Oberdorf                          | 105           |                      |                     |               |                                         |               |
| 71                                  | Gähsnitz                          | 95            |                      |                     |               |                                         |               |
| 71                                  | Harthau                           | 95            |                      |                     |               |                                         |               |
| 73                                  | Niederarnsdorf                    | 93            |                      |                     |               |                                         |               |
| 74                                  | Breitenbach                       | 90            |                      |                     |               |                                         |               |
| 75                                  | Berthelsdorf                      | 89            |                      |                     |               |                                         |               |
| 76                                  | Wickersdorf (kngl.-sächs. Anteil) | 88            |                      |                     |               |                                         |               |
| 77                                  | Neukirchen                        | 71            |                      |                     |               |                                         |               |
| 78                                  | Schönbörnchen                     | 67            |                      |                     |               |                                         |               |
| 79                                  | Dittrich                          | 64            |                      |                     |               |                                         |               |
| 80                                  | Götzenthal                        | 48            |                      |                     |               |                                         |               |
| 81                                  | Örtelshain                        | 45            |                      |                     |               |                                         |               |

### 1939
Gemeinden der Amtshauptmannschaft Glauchau mit mehr als 2.000 Einwohnern (Stand 1939):
| Gemeinde             | Einwohner |
| -------------------- | --------- |
| Bernsdorf            | 2.527     |
| Gersdorf             | 7.883     |
| Hohenstein-Ernstthal | 17.362    |
| Hohndorf             | 6.793     |
| Lichtenstein         | 12.441    |
| Mülsen St. Jacob     | 4.169     |
| Mülsen St. Niclas    | 3.082     |
| Niederlungwitz       | 2.277     |
| Oberlungwitz         | 9.610     |
| Rödlitz              | 2.978     |
| St. Egidien          | 2.582     |
| Waldenburg           | 5.083     |

Kreisfreie Städte im Bereich der Amtshauptmannschaft Glauchau (Stand 1939):
| Gemeinde | Einwohner |
| -------- | --------- |
| Glauchau | 33.087    |
| Meerane  | 24.438    |